# تفسیر سوره کوثر

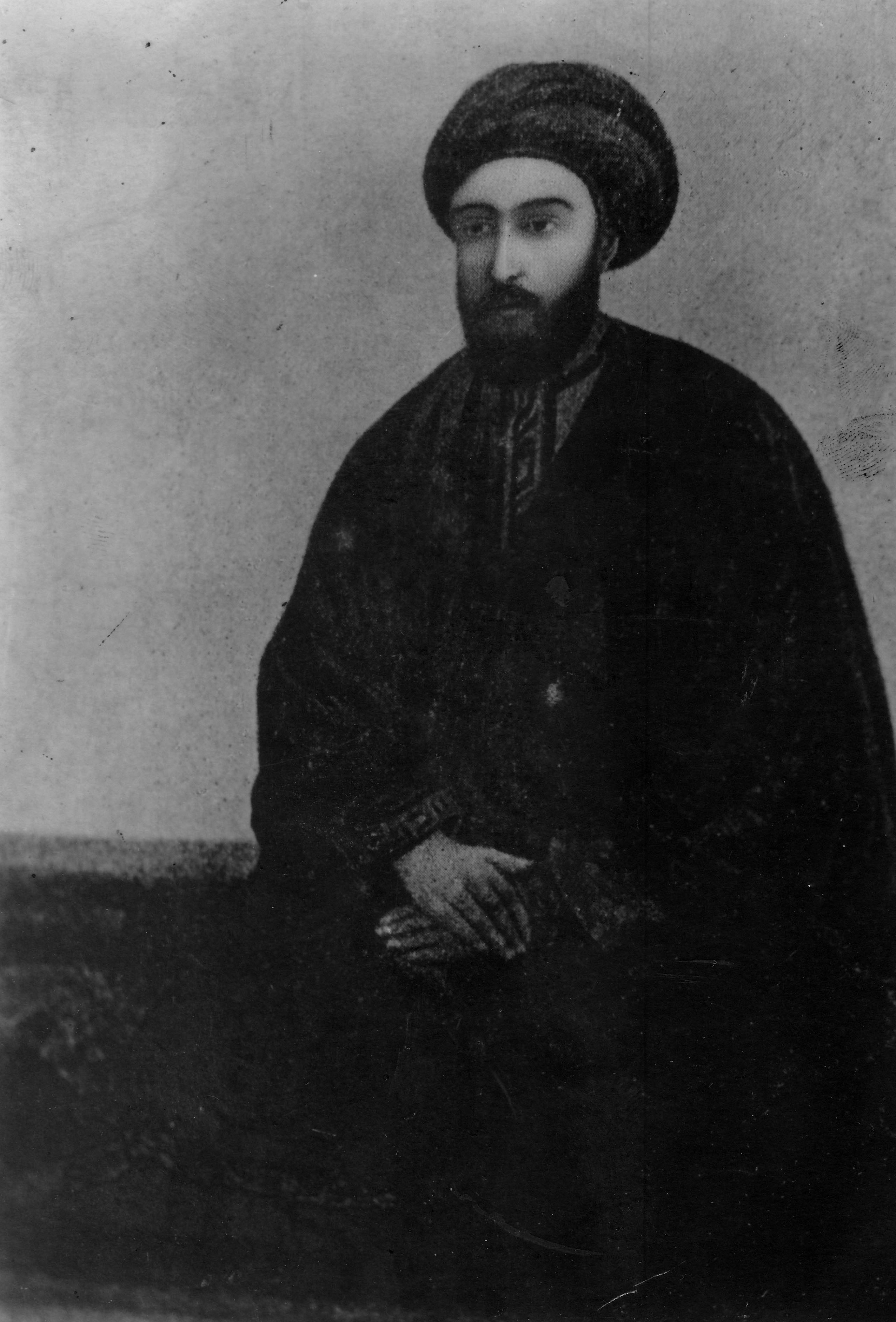
سید علی محمد شیرازی مشهور به باب

تفسیر سوره کوثر از جمله کتب آیین بیانی است که توسط سید علی محمد باب نگاشته شده است. این کتاب شامل ۲۸۹ صفحه بوده و از آثار ارزشمند پیروان کتاب بیان می‌باشد. در این کتاب سید علی محمد باب به تفسیر سوره کوثر قرآن مجید پرداخته است.
این کتاب در سال ۱۲۶۲ و بنابر درخواست سید یحیی دارابی در شهر شیراز نگاشته شده است.
سید یحیی دارابی، یکی از عالمان به نام و مشهور زمان محمد شاه که به نمایندگی از شاه برای بررسی دعوی باب به شیراز سفر کرده بود در سومین بار ملاقات خود با باب، تفسیر سوره کوثر را از او شنید و به باب ایمان آورد و در نامه‌ای به شاه اعلام نمود که دیگر به سوی پایتخت باز نخواهد گشت و در آخر نیز جان خویش را در راه باب از دست داد و در راه او کشته شد.
- تفسیر سوره الکوثر

## گزیده مطالب
در کتاب تفسیر سوره کوثر، علی محمد باب دربارهٔ غیبت امام دوازدهم شیعیان چنین مطرح می‌کند:
«فلا شک فی وجود الامام الغائب القائم المستور سلام الله علیه». پس شکی در وجود امام قائم غایب نیست و ادامه می‌دهد: محققا وجود او هم چون آفتاب در وسط ظهر ظاهر و هویدا است. هر کس دربارهٔ او شک نماید در قدرت خدا شک نموده که به تحقیق کافر شک زده‌ای است.
میرزا علی محمد در کتاب تفسیر سورهٔ کوثر دربارهٔ طول عمر امام زمان (ع) از امام صادق (ع) حدیثی را نقل کرده که بخشی از ترجمهٔ آن این است:
و اما بندهٔ صالح خضر (ع)؛ به درستی که خداوند عمر او را برای نبوت و نسخ شریعت پیامبران گذشته و نیز امامت و رهبری بر مردم نمی‌باشد بلکه به درستی که خداوند تبارک و تعالی چون در علمش چنین مقدر شده بود که عمر امام زمان (ع) را در ایام غیبت به آن مقداری که مقدر است طولانی نماید و چون می‌دانست که بندگانش نسبت به طول عمر امام زمان (ع) ایراد و انکار می‌نمایند لذا عمر خضر را طولانی کرد تا به طول عمر او به عمر حضرت قائم استدلال نمایند و بدین وسیله دلیل دشمنانش را قطع کند.
سپس دربارهٔ غیبت صغرا و نواب اربعه و غیبت کبری امام زمان (ع) توضیح می‌دهد و اضافه می‌کند که هرکس به چهار نفر نواب خاصهٔ آن حضرت اقرار و ایمان نداشته باشد و آنان را انکار کند کافر است.
در کتاب اسرارالآثار به نقل از تفسیر سوره کوثر باب آمده است:
" فاعرف انّ له کان غیبتان باذن الله و قد حضر ما بین طلعته خلق و لا یعلم عدّتهم الّا من شاء الله و انّ فی الغیبه الصّغری له وکلاء معتمدون و نوّاب مقرّبون و انّ مدّتها قضت فی سبعین سنه و اربعه و عدّه ایام معدوده و انّ فی تلک الایّام کان نوّابه روحی فداه عثمان بن سعید العمروی و ابنه ابی جعفر محمد بن عثمان و الشّیخ المعتمد به الشّیخ ابوالقاسم الحسین بن روح ثمّ علیّ بن محمد السّیمری و انّهم کانوا فی غیبته الصّغری محالّ الامر و مواقع النّهی."
پس بدان که محققاً برای او (مهدی) به اذن خدا دو غیبت بود و در این غیبتها گروهی مردم به حضورش بار یافتند و تعداد آنان را جز کسیکه خدا بخواهد نمی‌داند و همانا در ایام غیبت صغری برای او وکلائی مورد اعتماد و نوّابی مقرب بودند و مدت غیبت صغری هفتاد و چهار سال و چند روز طول کشید و به درستی که در این ایام، نواب امام که روحم فدایش باد عثمان بن سعید عمروی و پسرش ابوجعفر محمد بن عثمان و شیخ مورد اعتماد، ابوالقاسم حسین بن روح و علی بن محمد سیمری بودند و همانا این اشخاص در غیبت صغرای امام، مقام امر و نهی شیعه را داشتند.